# Efecto Meredith

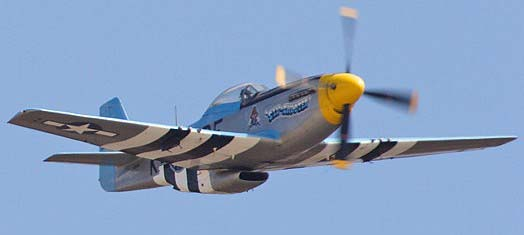
Con el North American P-51 Mustang se hizo un uso significativo del Efecto Meredith mediante el diseño de un radiador ventral.

El Efecto Meredith es un fenómeno físico en el que la resistencia aerodinámica producida por un radiador de enfriamiento puede ser compensada mediante el diseño meticuloso de un conducto de enfriamiento de modo tal que se produce empuje útil. El efecto fue descubierto en la década de 1930 y se hizo tangible cuando se consiguió el aumento de la velocidad en aeronaves propulsadas por motores a pistón en la década siguiente.

## Historia

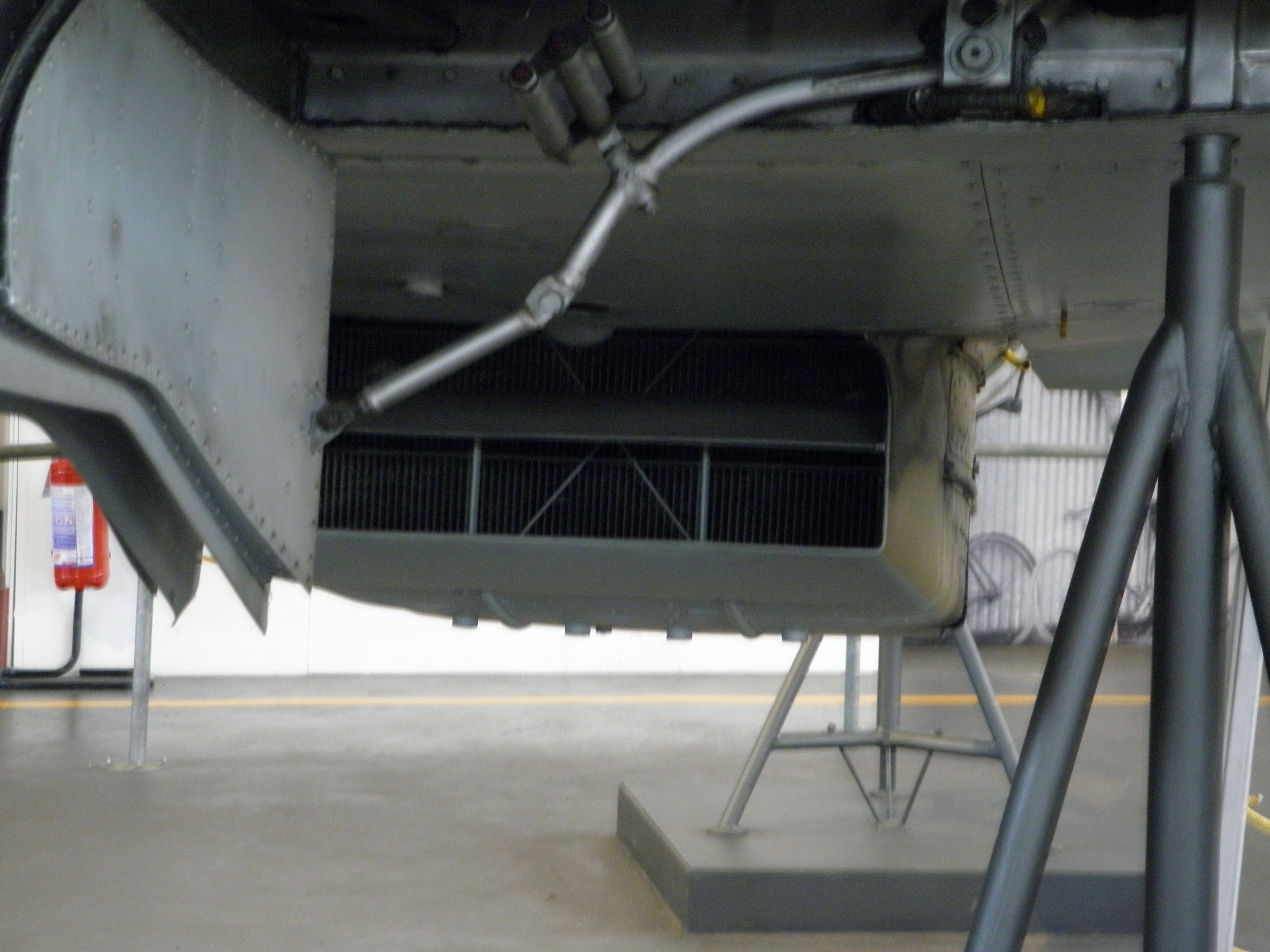
Macchi M.C.205, detalle del radiador ventral.

A medida que aumentaba la velocidad de los aviones, empezó a manifestarse la necesidad de limitar la resistencia aerodinámica de los radiadores (que cada vez eran más grandes), necesarios para disipar el calor producido por los motores a pistón enfriados por líquido. Durante los primeros años de la década de 1930, se llevaron a cabo varios estudios sistemáticos en Alemania al interior del DLR para entender la resistencia aerodinámica ofrecida por los radiadores, descomponiéndola en varias partes (pérdidas en el difusor, pérdidas por fricción en las superficies internas y externas del conducto o del radiador). El ingeniero británico Frederick William Meredith, mientras trabajaba en la Royal Aircraft Establishment (RAE) en Farnborough, estudió el comportamiento de un radiador encerrado en un conducto aerodinámico y notó que a medida que aumentaba la velocidad del aire, la resistencia en vez de aumentar proporcionalmente, disminuía. Se dio cuenta de que lo que se consideraba como calor residual liberado a la atmósfera mediante el refrigerante (usualmente etilenglicol), en un radiador caliente no necesariamente debía perderse, y que el calor añade energía al flujo de aire así que con un diseño cuidadosamente realizado, podría ser usado para generar empuje. Publicó un trabajo el 14 de agosto de 1935, en el que concluía que por velocidades superiores a 300 millas por hora (480 km/h), se conseguía un empuje útil.
Este fenómeno empezó a ser conocido como el "Efecto Meredith" y fue adoptado rápidamente por los diseñadores en prototipos de aeronaves caza que ya estaban en curso de producción, como el Supermarine Spitfire y el Hawker Hurricane, cuyo motor Rolls-Royce PV-12 (luego llamado Merlin) era refrigerado por etilenglicol. Se ensayó un primer radiador que funcionaba con efecto Meredith en el primer vuelo experimental del Supermarine Spitfire que tuvo lugar el 5 de marzo de 1936
Muchos ingenieros no entendían los principios operativos del efecto. Un error común era creer que los motores radiales enfriados por aire se beneficiarían más del efecto debido a que sus aletas de enfriamiento operan a temperaturas más elevadas que los radiadores de un motor enfriado por líquido, un error que persistió hasta 1949.
En Estados Unidos, el North American P-51 Mustang, que voló por primera vez en 1940, adoptó tanto el motor Merlin como el principio de Meredith
Durante este período el efecto Meredith también inspiró los primeros trabajos estadounidenses del conducto termo-aerodinámico o ramjet debido a su similitud de principio de operación (ciclo Brayton o ciclo Joule).
El efecto Meredith fue usado en el diseño ganador de la Competencia de Diseño Aeronáutico Individual para Estudiantes, un avión de carreras llamado Cratus, realizado por la estudiante de la Universidad de Kansas Samantha Schueler, y otorgado por la AIAA en octubre de 2012.

## Principio de Funcionamiento

Esquema de funcionamiento del Efecto Meredith en el North American P-51D (en italiano)

El Efecto Meredith tiene lugar donde el aire que fluye a través de un conducto es calentado por un intercambiador de calor o radiador que trabaje con un fluido de refrigeración de alta temperatura como el etilenglicol. Normalmente, el fluido es un refrigerante que transporta calor residual de un motor de combustión interna.
Al igual que en un estatorreactor, el sistema de conducto-intercambiador de calor se puede enmarcar en un ciclo Brayton.
Para que ocurra, el conducto tiene que estar viajando a una velocidad significativa con respecto al aire. El aire que fluye dentro del conducto encuentra la resistencia que ofrece la superficie del radiador y es comprimido debido al efecto de aire de impacto, que baja su velocidad. A medida que fluye por el radiador el aire se calienta, añadiendo energía calórica al aire y aumentando la entalpía del flujo (es decir su energía total). El aire se expande y se enfría a medida que pasa por el conducto, antes de salir y reunirse con el flujo de aire exterior; este aire calentado y presurizado sale mediante un ducto de escape que tiene un diseño convergente (se hace estrecho hacia el final) acelerando el aire que sale con una velocidad mayor a la de su ingreso (gracias a la energía obtenida mediante el intercambio de calor con el radiador). La diferencia de la cantidad de movimiento del flujo de aire entre el ingreso y la salida del ducto genera una fuerza que por la tercera ley de Newton se traduce en un empuje efectivo.
Si el empuje generado es menor que la resistencia aerodinámica del ducto y el radiador, el aparejo sirve entonces para reducir la resistencia aerodinámica de la instalación del radiador. Si el empuje generado excede la resistencia aerodinámica de la instalación, entonces todo el ensamblaje contribuye al empuje de avance del vehículo entero.

### Límites de aplicación

Dibujo esquemático del Efecto Meredith (en italiano). Sección 0 - 1: difusor. Sección 1 - 2: radiador. Sección 2 - 3: boquilla/tobera de salida

Para que el efecto Meredith sea apreciable, el trabajo suministrado por el sistema radiador-conducto debe ser por lo menos de la misma escala del trabajo generado por la resistencia aerodinámica. El trabajo útil (L) es igual al producto entre el calor cedido por el radiador al flujo de aire (Q) por el rendimiento del ciclo termodinámico (). Para un ciclo Brayton de un gas ideal el rendimiento se expresa en:
{\displaystyle \eta =1-{\frac {1}{\beta ^{\left({\frac {\gamma -1}{\gamma }}\right)}}}}
donde {\displaystyle \beta } se entiende como la relación entre las presiones {\displaystyle p_{1}} y {\displaystyle p_{0}} (respectivamente las presiones a lo largo de las transformaciones isobáricas de calentamiento y enfriamiento) y es también llamado relación de compresión:
{\displaystyle \beta ={\frac {p_{1}}{p_{0}}}}
En el caso real se asume para el calentamiento isobárico un valor medio de la presión del flujo de aire en el radiador y para el enfriamiento isobárico la presión atmosférica. Para que exista un trabajo útil (rendimiento >0), es necesario entonces que la presión del flujo de aire que pasa en el radiador sea mayor que la externa.
| Símbolo                          | Nombre                                                              |
| -------------------------------- | ------------------------------------------------------------------- |
| {\displaystyle p_{\text{1 max}}} | Presión máxima que se obtiene en el conducto para la velocidad dada |
| {\displaystyle p_{0}}            | Presión atmosférica                                                 |
| {\displaystyle \rho }            | Densidad del aire                                                   |
| {\displaystyle v}                | Velocidad de vuelo                                                  |

Este valor, correspondiente a la sumatoria de la presión estática y la presión dinámica, es el valor límite (ideal) que se obtiende ralentizando isoentrópicamente (sin pérdidas) el flujo de aire hasta una velocidad nula. Sin embargo, considerando que el flujo de aire para atravesar el radiador debe tener tener una cierta velocidad, la presión dentro del conducto será siempre inferior a la ideal. En adición, la velocidad de vuelo baja resulta en un rendimiento pobre y un trabajo disponible, en consecuencia, insignificante en comparación con las pérdidas aerodinámicas debido a la presencia del conducto y el intercambiador de calor. Del momento en que la presión dentro del conducto (y por lo tanto el rendimiento) aumenta con el cuadrado de la velocidad, a partir de cierto valor (alrededor del Mach 0.3) es posible convertir en trabajo (incremento de la cantidad de movimiento del flujo de aire) una parte no insignificante del calor producto del enfriamiento del motor que de otro modo se perdería. Este trabajo debido al aumento de volumen del aire calentado, produce una aceleración dentro del conducto (que se diseña de forma convergente - cuya sección disminuye a medida que se acerca a la salida) que se prolonga hasta la salida, siendo entonces, empuje. Si el empuje generado es menor a la resistencia aerodinámica del conducto o del radiador, el dispositivo reduce la resistencia aerodinámica debida al radiador. Si, por el contrario, el empuje generado supera el valor ofrecido por la resistencia, todo el conjunto contribuye con un empuje neto que mejora la velocidad máxima del aerodino.